# Vuelta a España 2005

Route

Die 60. Vuelta a España fand vom 27. August bis zum 18. September 2005 statt.
Sie zählte zur neuen UCI ProTour 2005 und wurde in 21 Etappen mit einer Gesamtlänge von 3.358 Kilometern ausgetragen. Es gab drei Einzelzeitfahren, jedoch kein Mannschaftszeitfahren. Die Etappen 6, 10, 11, 13, 14 und 15 endeten mit einer Bergankunft. Der Titelverteidiger war Roberto Heras. 198 Fahrer aus 22 Mannschaften gingen an den Start, darunter alle Teams der ProTour. Die Austragung 2005 war anspruchsvoll: Elf Gipfel der ersten, elf der zweiten und 21 der dritten Kategorie standen auf dem Programm.
Als Träger des Goldenen Trikots des Gesamtführenden wechselten sich im Verlauf des Rennens Denis Menschow, Bradley McGee und Roberto Heras ab. Die Vorentscheidung dieser Vuelta fiel auf der 15. Etappe, als Roberto Heras den bis dahin in der Gesamtwertung Führenden Denis Menschow auf dem Weg nach Pajares um über 5 Minuten distanzierte. Damit schien der Weg frei für Heras, sich als erster Fahrer überhaupt zum vierten Mal das Goldene Trikot zu sichern. Einige Wochen später stellte sich allerdings heraus, dass Heras auf der vorletzten Etappe positiv auf das Blutdopingmittel EPO (Erythropoetin) getestet worden war. Der Vuelta-Sieg wurde ihm daraufhin aberkannt und nachträglich dem Russen Denis Menschow zugesprochen, diese Entscheidung wurde aber im Jahr 2012 von einem spanischen Gericht verworfen und seit 2013 gilt Heras wieder als Sieger.
Die Bergwertung sicherte sich bereits vorzeitig Joaquim Rodríguez. Den Sieg in der Punktewertung eroberte Alessandro Petacchi. Das dominierende Team war die nicht zur UCI ProTour gehörende Mannschaft von Comunidad Valenciana.
Ein Kuriosum ereignete sich auf der 13. Etappe, als der Kolumbianer Mauricio Ardila die Bergwertung 150 Meter vor dem Ziel mit dem Ziel verwechselte und dort schon jubelte. Seine beiden Verfolger Óscar Pereiro und der spätere Sieger Samuel Sánchez zogen an dem verblüfften Rennfahrer vorbei. Immerhin wurde Ardila noch Dritter.

## Etappen
| Etappe     | Tag           | Start – Ziel                             | km         | Etappensieger         | Gesamtwertung  |
| ---------- | ------------- | ---------------------------------------- | ---------- | --------------------- | -------------- |
| 1. Etappe  | 27. August    | Granada                                  | 7,0 (EZF)  | Denis Menschow        | Denis Menschow |
| 2. Etappe  | 28. August    | Granada – Córdoba                        | 189,3      | Leonardo Bertagnolli  | Bradley McGee  |
| 3. Etappe  | 29. August    | Córdoba – Puertollano                    | 153,3      | Alessandro Petacchi   | Bradley McGee  |
| 4. Etappe  | 30. August    | Ciudad Real – Argamasilla de Alba        | 230,3      | Alessandro Petacchi   | Bradley McGee  |
| 5. Etappe  | 31. August    | Alcázar de San Juan – Cuenca             | 176,0      | Thor Hushovd          | Bradley McGee  |
| 6. Etappe  | 1. September  | Cuenca – Aramón Valdelinares             | 217,0      | Roberto Heras         | Roberto Heras  |
| 7. Etappe  | 2. September  | Teruel – Vinaròs                         | 212,5      | Max van Heeswijk      | Roberto Heras  |
| 8. Etappe  | 3. September  | Tarragona – Lloret de Mar                | 189,0      | Alessandro Petacchi   | Roberto Heras  |
| 9. Etappe  | 4. September  | Lloret de Mar                            | 47,0 (EZF) | Denis Menschow        | Denis Menschow |
| 10. Etappe | 5. September  | La Vall d’en Bas – Ordino-Arcalis        | 206,3      | Francisco Mancebo     | Denis Menschow |
| 11. Etappe | 6. September  | Andorra – Aramón Cerler                  | 186,6      | Roberto Laiseka       | Denis Menschow |
| Ruhetag    |               |                                          |            |                       |                |
| 12. Etappe | 8. September  | Logroño – Burgos                         | 148,0      | Alessandro Petacchi   | Denis Menschow |
| 13. Etappe | 9. September  | Burgos – Santuario de la Bien Aparecida  | 193,0      | Samuel Sanchez        | Denis Menschow |
| 14. Etappe | 10. September | La Penilla (Nestlé) – Lagos de Covadonga | 172,3      | Eladio Jiménez        | Denis Menschow |
| 15. Etappe | 11. September | Cangas de Onís – Valgrande-Pajares       | 191,0      | Roberto Heras         | Roberto Heras  |
| Ruhetag    |               |                                          |            |                       |                |
| 16. Etappe | 13. September | León – Valladolid                        | 162,5      | Paolo Bettini         | Roberto Heras  |
| 17. Etappe | 14. September | El Espinar – La Granja de San Ildefonso  | 165,6      | Carlos García Quesada | Roberto Heras  |
| 18. Etappe | 15. September | Ávila                                    | 197,5      | Nicki Sørensen        | Roberto Heras  |
| 19. Etappe | 16. September | San Martín de Valdeiglesias – Alcobendas | 142,9      | Heinrich Haussler     | Roberto Heras  |
| 20. Etappe | 17. September | Guadalajara – Alcalá de Henares          | 38,9 (EZF) | Rubén Plaza           | Roberto Heras  |
| 21. Etappe | 18. September | Madrid                                   | 144,0      | Alessandro Petacchi   | Roberto Heras  |